# Юпора
Юпора (англ. Eupora) — місто (англ. city) в США, в окрузі Вебстер штату Міссісіпі. Населення — 2018 осіб (2020).

## Географія
Юпора розташована за координатами 33°32′42″ пн. ш. 89°16′26″ зх. д. / 33.54500° пн. ш. 89.27389° зх. д. (33.545067, -89.273900). За даними Бюро перепису населення США в 2010 році місто мало площу 9,47 км², з яких 8,61 км² — суходіл та 0,87 км² — водойми.

## Демографія
Згідно з переписом 2010 року, у місті мешкало 2197 осіб у 885 домогосподарствах у складі 579 родин. Густота населення становила 232 особи/км².  Було 1001 помешкання (106/км²).
Расовий склад населення:
| - 55,2 % — білих - 41,8 % — чорних або афроамериканців - 0,6 % — корінних американців - 1,2 % — осіб інших рас |

До двох чи більше рас належало 1,2 %. Частка іспаномовних становила 2,7 % від усіх жителів.
За віковим діапазоном населення розподілялося таким чином: 27,7 % — особи молодші 18 років, 55,3 % — особи у віці 18—64 років, 17,0 % — особи у віці 65 років та старші. Медіана віку мешканця становила 37,6 року. На 100 осіб жіночої статі у місті припадало 83,5 чоловіків;  на 100 жінок у віці від 18 років та старших — 74,8 чоловіків також старших 18 років.
Середній дохід на одне домашнє господарство  становив 42 035 доларів США (медіана — 20 461), а середній дохід на одну сім'ю — 54 439 доларів (медіана — 32 235). Медіана доходів становила 41 406 доларів для чоловіків та 29 531 долар для жінок. За межею бідності перебувало 38,7 % осіб, у тому числі 40,4 % дітей у віці до 18 років та 14,4 % осіб у віці 65 років та старших.
Цивільне працевлаштоване населення становило 623 особи. Основні галузі зайнятості: освіта, охорона здоров'я та соціальна допомога — 25,4 %, виробництво — 23,0 %, мистецтво, розваги та відпочинок — 13,3 %, роздрібна торгівля — 10,1 %.